# 846

## Събития

### Европа
- Бретонските сили под командването на Номиное окупират франкските градове Нант и Рен. Той извършва набези в Анжу и заплашва Байо. Крал Карл II Плешиви го признава за херцог на Бретан.
- Княз Прибина става васал на Франкската империя. Крал Лудвиг Немски му дава земя близо до езерото Балатон (съвременна Унгария). Той основава Блатноград, столица на Княжество Балатон.
- Франкските сили начело с Лудвиг Немски нахлуват в Моравия. Те се сблъскват с малка съпротива и детронират Михмир I от трона.[1] Неговият роднина Растислав е назначен за дук на Моравия.

### Арабска империя
- Сарацинска арабска експедиционна сила от Африка, състояща се от 11000 мъже и 500 коня, нахлува в покрайнините на Рим. Плячкосва базиликите на Свети Петър и Св. Павел извън стените.

## Родени
- 1 ноември – Луи Стаммерер, крал на Западна Франция (р. 879)
- Роло, викингски предводител

## Починали
- Моймир I, крал на Моравия (приблизителна дата)